# Eupithecia obumbrata
Eupithecia obumbrata là một loài bướm đêm trong họ Geometridae.